# Assembleia Nacional (São Cristóvão e Neves)
A Assembleia Nacional é a assembleia legislativa unicameral que, juntamente com a Rainha de São Cristóvão e Neves, forma o Parlamento de São Cristóvão e Neves.